# 1616 en France
Chronologie de la France
- 1612
- 1613
- 1614
- 1615
- 1616
- 1617
- 1618
- 1619
- 1620

## Événements
- Hiver glacial. La Seine gèle du 1er au 30 janvier. Lors de la débâcle, le pont Saint-Michel est emporté[1]. Aux environs de Paris, l’épaisseur de la couche de neige dépasse la taille d’un homme. Le Rhône est gelé.
- 6 janvier : Condé est battu par le duc de Guise à Saint-Maixent, en Poitou[2].
- 13 janvier : armistice négocié à Niort entre Marie de Médicis et les princes rebelles[3].

- 21 février : ouverture du congrès de Loudun. Négociations pour la paix[2].

- 21 avril - 7 mai : Louis XIII séjourne à Blois avec la cour[4].

- 30 avril : sur le conseil de Villeroy, Nicolas Brûlart de Sillery est disgracié par la reine Marie de Médicis[2]. Le 16 mai, à Paris[5], Guillaume du Vair devient malgré lui chancelier de France et garde des sceaux (fin en novembre)[6].

- 3 et 8 mai : traité de Loudun entre Marie de Médicis et les nobles rebelles, avec Condé à leur tête, qui met fin à la seconde guerre civile commencée en 1615. Condé devient chef du Conseil[3].
- 16 mai : entrée de Louis XIII et d’Anne d’Autriche à Paris[3].
- 20 mai : les ducs de Bouillon et de Mayenne rejoignent la cour. Sully, Condé et Rohan se retirent[2].
- 30 mai : Claude Barbin, fidèle de Concini, devient contrôleur général des finances après la démission de Pierre Jeannin[2].

- 13 juin : Concini devient lieutenant général de Normandie[2].
- 19 juin : affaire Picard à Paris. Le cordonnier Picard, sergent du quartier de la rue de la Harpe, est bastonné par les valets de l’écuyer de Concini, qui sont pendus le 2 juillet au bout du Pont Saint-Michel[7].

- Juillet : Richelieu est chargé de se rendre à Bourges négocier le retour de Condé à la cour[2].
- 29 juillet : Condé rentre à la Cour[8].

- 14 août : tumulte de Péronne. Le duc de Longueville s’empare de la citadelle avec le soutien des habitants révoltés contre le gouvernement de Concini[9].

- Fin août : conciliabules de certains Grands contre Concini et la reine-mère[2].

- 1er septembre : Marie de Médicis, sous le conseil de Barbin, Mangot et Richelieu fait arrêter Condé[8]. Les anciens ministres d’Henri IV sont limogés.
- 7 septembre : Remontrance envoyée au Roy par Messeigneurs les Princes sur la détention de Condé. Début d'une révolte nobiliaire contre Concini[10].

- Octobre : Richelieu fait créer une chaire de théologie spécialisée dans la controverse entre catholiques et protestants à la Sorbonne[11].

- 25 novembre : « ministère Concini »[2]. Claude Mangot devient chancelier de France (fin en 1617)[6]. Claude Barbin obtient les finances. Richelieu devient secrétaire d’État aux Affaires étrangères et à la Guerre.